# Codex Laudianus

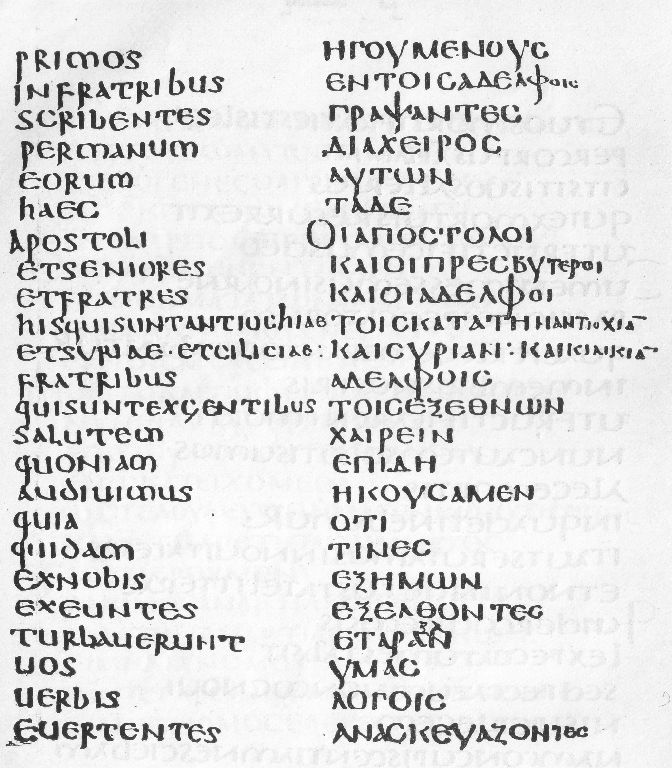

El Codex Laudianus (Oxford, Biblioteca Bodleiana (Laud. Gr. 35); Gregory-Aland no. Ea o 08) es un manuscrito uncial del siglo VI. El códice contiene los Hechos de los Apóstoles.
El códice consiste de un total de 227 folios de 27 x 22 cm. El texto está escrito en dos columnas, con entre 24 y plus líneas por columna.
El texto griego de este códice es una representación del tipo textual occidental. Kurt Aland lo ubicó en la Categoría II.